# Bon Air (Alabama)
Bon Air è un comune degli Stati Uniti d'America situato nella contea di Talladega dello Stato dell'Alabama.